# Estadio Municipal de Tychy
El Estadio Municipal de Tychy (Stadion Miejski Tychy) es un estadio de fútbol ubicado en la ciudad de Tychy, Silesia, Polonia. El recinto inaugurado en 2015 posee una capacidad para 15 300 espectadores, es el estadio donde el GKS Tychy club de la Segunda liga polaca juega sus partidos como local. En junio de 2017 albergó una de las sedes de la Eurocopa Sub-21 de 2017.